# William Giffard
William Giffard  fue el presidente de la Cámara de los Lores de la Inglaterra de Guillermo II y Enrique I, de 1093 a 1101.  El 3 de agosto de 1100 se convirtió en obispo de Winchester por nominación de Enrique I.  Fue uno de los obispos electos de los cuales el arzobispo Anselmo de Canterbury rehusó consagrar en 1101.
Durante la disputa de las investiduras Giffard estaba en términos amistosos con Anselmo y trajo sobre sí una sentencia de destierro al declinar aceptar la consagración de Gerard como arzobispo de York en 1103.  Él fue, sin embargo, uno de los obispos que presionó a Anselmo en 1106, para dar paso al rey. Fue finalmente consagrado después del acuerdo de 1107 el 11 de agosto y se convirtió en amigo cercano del arzobispo Anselmo. Como obispo, ayudó a los primeros cistercienses a asentarse en Inglaterra cuando en 1128 trajo monjes de la abadía francesa de L´Aumone para establecerse en la Abadía de Waverley. También restauró la Catedral de Winchester con gran magnificencia.
Entre sus acciones como obispo está la refundación de la casa religiosa de Taunton.  Giffard murió poco antes del 25 de enero de 1129, fecha en que fue sepultado.